# Tamara Smart

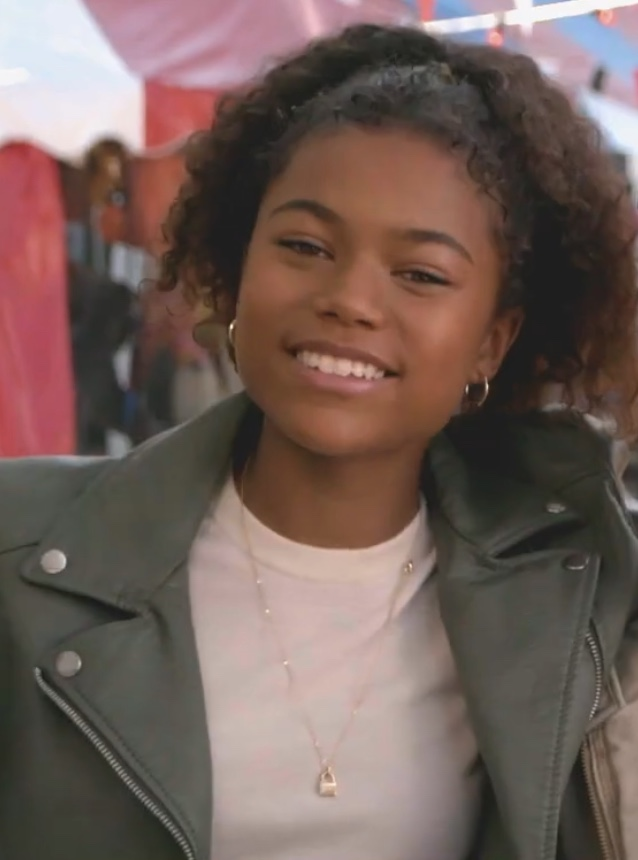
Tamara Smart, 2019

Tamara Smart (* 14. Juni 2005 in London) ist eine britische Schauspielerin.

## Leben
Smart besuchte die Razzamataz Barnet Theatre School. Außerdem absolvierte sie zahlreiche Fotoshootings für die Modeunternehmen Marks & Spencer und New Look. Von 2017 bis 2020 spielte Smart in der Fernsehserie Eine lausige Hexe die Rolle der Edith Nachtschatten (im Original: Enid Nightshade), die sie in 43 Folgen verkörperte. 2018 war sie in drei Folgen der Fernsehserie Hard Sun zu sehen.

## Filmografie (Auswahl)
- 2017–2020: Eine lausige Hexe (The Worst Witch,  Fernsehserie)
- 2018: Hard Sun (Miniserie)
- 2020: Artemis Fowl
- 2020: A Babysitter’s Guide to Monster Hunting
- 2022: Resident Evil (Fernsehserie)
- 2022: Wendell & Wild (Sprechrolle)